# Cramerton
Cramerton város az USA Észak-Karolina államában, Gaston megyében. Lakosainak száma 5296 fő (2020. április 1.).

## Népesség
A település népességének változása:
| Lakosok száma | 3211 | 4165 | 5296 |
|               | 1950 | 2010 | 2020 |